# Vườn bách thảo ʻEneʻio
Vườn bách thảo ‘Ene’io (EBG) là một vườn thực vật ở Tonga. Đây là vườn bách thảo đầu tiên ở quốc gia này. Khu vườn có bộ sưu tập thực vật lớn nhất và đa dạng nhất ở Vương quốc Tonga.
Vườn bách thảo nằm ở Vava'u, cách Neiafu 10 phút. Nó bao gồm 22 mẫu Anh (89.000 m2) vườn tư nhân và được phát triển vào năm 1972 bởi Haniteli Fa’anunu, Bộ trưởng Bộ Nông nghiệp và Thủy sản đã nghỉ hưu. Là một nhà nông học với 38 năm kinh nghiệm trong lĩnh vực nông nghiệp (18 năm là Quản lý viên Nông nghiệp và Thực phẩm của chính phủ Tonga), Fa’anunu mang đến cho du khách các chuyến tham quan qua các khu vườn chứa hơn 100 họ thực vật và 500 loài thực vật, cả bản địa và ngoại lai. Khu vườn cũng có lối đi ra bãi biển ‘Ene’io, một bãi biển tư nhân với khu vực cắm trại.